# Шатуо
Шатуо (на китайски: 沙陀; на пинин: shātuó) е тюркска етническа група, която играе важна роля в историята на Китай през X век.
Предполага се, че шатуо произлизат от чуйските народи – западен клон на хунну, който създава държавата Юебан, а по-късно е в състава на Западнотюркския каганат. След тежко поражение на тюрките от тибетците през 808 година шатуо се установяват във вътрешността на Китай със съгласието на властите. Те са частично асимилирани и столетие по-късно се превръщат във важен политически фактор в епохата на Петте династии и десетте царства. От шатуо произлизат династиите Късна Тан, Късна Дзин и Късна Хан и царството Северна Хан.